# Spectrolebias
Spectrolebias là một chi cá trong họ Aplocheilidae, gồm các loài cá được tìm thấy ở Nam Mỹ.

## Các loài
Hiện hành có 09 loài được ghi nhận trong chi này:
- Spectrolebias bellidoi D. T. B. Nielsen & Pillet, 2015 [1]
- Spectrolebias brousseaui D. T. B. Nielsen, 2013 [2]
- Spectrolebias chacoensis (L. H. Amato, 1986)
- Spectrolebias costai (Lazara, 1991)
- Spectrolebias filamentosus (W. J. E. M. Costa, Barrera & Sarmiento, 1997)
- Spectrolebias inaequipinnatus (W. J. E. M. Costa & G. C. Brasil, 2008)
- Spectrolebias pilleti D. T. B. Nielsen & Brousseau, 2013 [3]
- Spectrolebias reticulatus (W. J. E. M. Costa & D. T. B. Nielsen, 2003)
- Spectrolebias semiocellatus W. J. E. M. Costa & D. T. B. Nielsen, 1997